# Luca Pierino Cornolti
Luca Pierino Cornolti (Bergamo, 15 ottobre 1897 – ...) è stato un calciatore italiano.

## Carriera
Appartenente ad una famiglia di calciatori (i fratelli Riccardo e Giacomo giocarono anch'essi nell'Atalanta), cresce nella Bergamasca, società accorpata, a partire dal 1920, all'Atalanta.
Con la nuova squadra debutta in Prima Categoria (l'attuale Serie A nelle stagioni dal 1898 al 1921-1922), militandovi per due stagioni, seguite da un'esperienza con la US Bergamasca, società nata da una scissione societaria operata dai dirigenti dell'omonima squadra due anni prima confluita nell'Atalanta.
Torna all'Atalanta nel 1923 (questa volta in seconda divisione), e dopo un paio di stagioni termina anticipatamente la carriera per problemi legati al lavoro.